# Cylindroniscus cavicolus
Cylindroniscus cavicolus är en kräftdjursart som först beskrevs av Stanley B. Mulaik 1960.  Cylindroniscus cavicolus ingår i släktet Cylindroniscus och familjen Trichoniscidae. Inga underarter finns listade i Catalogue of Life.